# Fòrum
|  | Per a altres significats, vegeu «Fòrum (desambiguació)». |

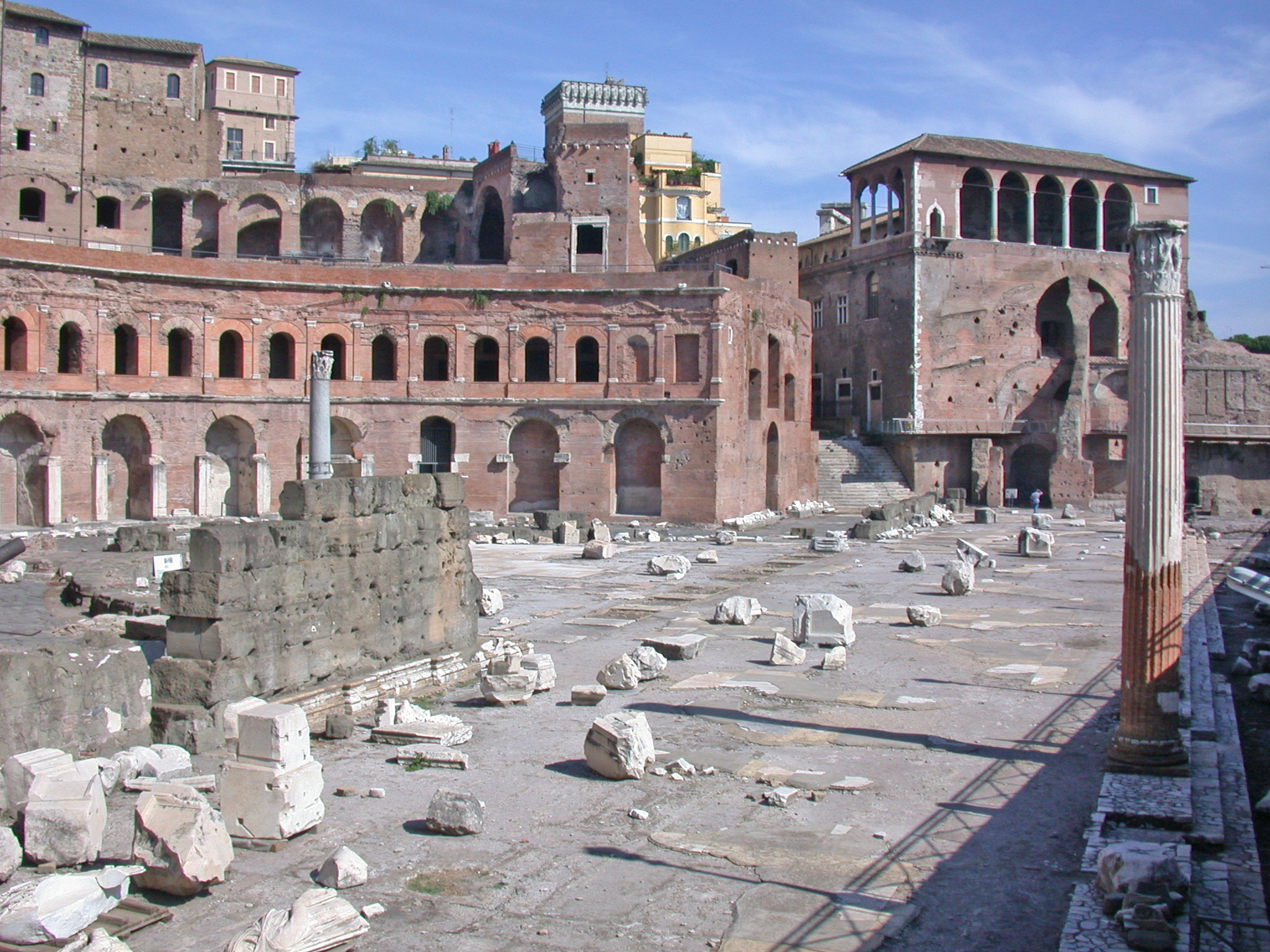
Ruïnes del fòrum de Trajà, a Roma

El fòrum, o for (del llatí forum), era el centre neuràlgic, geogràfic, comercial i polític de la ciutat romana, equivalent a l'àgora grega. S'hi creuaven les dues vies principals de la ciutat: el cardo i el decumanus maximus. Pren el nom del fòrum de la ciutat de Roma.
Era una plaça porticada, envoltada per les tabernae (botigues), on s'albergaven els principals edificis, tant dels déus com de l'emperador. Normalment s'hi bastien edificis com el temple, la basílica i la cúria.
Ja existia en època republicana (el Fòrum Romà), però en època imperial diferents emperadors hi van afegint els seus propis fòrums. Els fòrums imperials de Roma van ser cinc:
- el Fòrum de Cèsar o Forum Iulium, construït per Juli Cèsar. Cal destacar-ne el temple dedicat a la Venus Genitriu.
- el Fòrum d'August, el temple principal del qual és dedicat a Mars Ultor, el déu de la guerra venjador.
- el Fòrum de Vespasià, construït per la dinastia flàvia. Hi destaca el temple de la Pau.
- el Fòrum Transitori o de Nerva, que es construeix entre el fòrum d'August i el de Vespasià.
- el Fòrum de Trajà. Cal destacar-ne la Columna Trajana, els mercats de Trajà i la basílica Úlpia.

Com que el fòrum era el principal lloc de reunió de la ciutat romana, la paraula ha passat a designar actualment la reunió pública per discutir afers d'interès social o cultural en què els assistents intervenen en la discussió, i també el lloc on tenen lloc aquestes trobades (vegeu, per exemple, el Fòrum Social Mundial o el Fòrum Universal de les Cultures). També designa els fòrums de discussió d'Internet sobre un tema específic.